# Pseudobagarius alfredi
Pseudobagarius alfredi är en fiskart som först beskrevs av Ng och Kottelat, 1998.  Pseudobagarius alfredi ingår i släktet Pseudobagarius och familjen Akysidae. Inga underarter finns listade i Catalogue of Life.